# Летисия (аэропорт)
Международный аэропорт имени Альфредо Васкеса Кобо (исп. Alfredo Vásquez Cobo International Airport), (ИАТА: LET, ИКАО: SKLT) — коммерческий аэропорт, расположенный на окраине города Летисия (департамент Амасонас, Колумбия).
Является крупнейшим аэропортом в южной части страны.

## Общие сведения
Международный аэропорт имени Альфредо Васкеса Кобо эксплуатирует одну взлётно-посадочную полосу размерами 2010х40 метров, контрольно-диспетчерский пункт, два ангара для грузовых авиакомпаний и хранения топлива для заправки воздушных судов, пять самолётных стоянок, один пассажирский терминал, в здании которого находятся залы регистрации, прибытия и вылета пассажиров, кафе с видом на перрон, два зала для привилегированных пассажиров: первый обслуживает клиентов авиакомпании Copa Airlines Colombia и её партнеров, второй — клиентов авиакомпании LAN Colombia и государственного авиаперевозчика SATENA.

## Авиапроисшествия
- 7 декабря 1985 года. Самолёт Douglas DC-6 Военно-воздушных сил Колумбии, следовавший рейсом Богота-Апиай-Летисия-Богота, потерпел крушение сразу после взлёта из аэропорта Боготы. В катастрофе погибли все 74 человека, находившиеся на борту. Лайнер перевозил пассажиров, застрявших в столичном аэропорту по причине многодневной забастовки пилотов авиакомпании Avianca и её дочернего подразделения SAM Colombia.

- 18 ноября 2006 года. Самолёт Boeing 727-023F (регистрационный HK-3667) авиакомпании Aerosucre, следовавший по маршруту Богота-Летисия, разбился при заходе на посадку в аэропорт назначения вследствие плохой погоды (плотный туман). Катастрофа произошла в двух милях от порога взлётно-посадочной полосы 21. Погибли все летевшие данным бортом — 3 члена экипажа и 3 пассажира.